# Lake Grace
Lake Grace is een plaats in de regio Wheatbelt in West-Australië.

## Geschiedenis
De Wiilman Nyungah Aborigines bewoonden de streek bij aanvang van de Europese kolonisatie.
In het begin van de 20e eeuw vestigden de eerste landbouwers zich in de streek. In 1913 werd er een schooltje opgericht dat Lake Grace genoemd werd naar een nabijgelegen meer. In 1914 besliste de overheid de spoorweg vanuit Kukerin tot Lake Grace te verlengen en de lokale landbouwers ijverden ervoor een dorp te stichten aan het kopstation. De spoorweg werd in 1916 aangelegd en dat jaar werd ook het dorp Lake Grace officieel gesticht. Het dorp werd naar het meer vernoemd. Het meer was in 1910 door Marshall Fox, de landmeter van het district, naar Grace Brockman, de echtgenote van landmeter-generaal Frederick S. Brockman, vernoemd. Grace Brockman had, als Grace Bussell, met de veehoeder Sam Isaacs vele opvarenden van het nabij de monding van de rivier Margaret vergane stoomschip Georgette gered in 1876.
Het dorp groeide na de Eerste Wereldoorlog dankzij de Soldier Settlement Schemes. In 1923 woonden er een 200-tal mensen en werd de Lake Grace Road Board opgericht. Er werd dat jaar ook een nieuw schooltje gebouwd. In 1925 werd de spoorweg naar Newdgate doorgetrokken en werd een nieuw spoorwegstation gebouwd. Lake Grace had toen 970 inwoners. Er werd dat jaar ook een politiekantoor geopend. In 1926 opende er een ziekenhuis en een postkantoor en in 1930 een gemeenschapshuis (En: Town Hall). Lake Grace werd een vertakkingsstation toen in 1933 de spoorweg naar Hyden opende. Op 26 oktober 1951 deed de laatste reizigerstrein Lake Grace aan. De Western Australian Government Railways organiseerden van dan af busdiensten.
Op 29 november 1952 werd een nieuw ziekenhuis geopend. Dat jaar werd ook een nieuwe school gebouwd. In 1961 veranderde de Road Board in een Shire en werd een nieuw districtsgebouw gezet. Het gemeenschapshuis waar de Road Board vergaderde bleef een sociale functie behouden. Op 12 november 1966 opende het olympisch zwembad van Lake Grace. In 1970 werd het politiegebouw uit 1925 door een nieuw gebouw vervangen.

## Beschrijving
Lake Grace is het administratieve en dienstencentrum van het landbouwdistrict Shire of Lake Grace. Het is een verzamel- en ophaalpunt voor de oogst van de graanproducenten uit de streek die bij de Co-operative Bulk Handling Group aangesloten zijn.
In 2021 telde Lake Grace 523 inwoners, tegenover 508 in 2006.
Lake Grace heeft sport- en recreatiegronden, een olympisch zwembad, een bibliotheek, een districtsschool, een ziekenhuis, een medisch centrum, een kerkhof, een toerismekantoor en een gemeenschapscentrum.

## Transport
Lake Grace ligt 345 kilometer ten zuidoosten van Perth, 249 kilometer ten noorden van Albany en 119 kilometer ten oosten van Wagin, langs de Lake Grace-Newdgate Road die met de Albany Highway in verbinding staat. De GE1 en GE2 busdiensten tussen Perth en Esperance van Transwa doen Lake Grace enkele keren per week aan.
Lake Grace heeft een startbaan, Lake Grace Airport (ICAO: YLGC).
De spoorweg in Lake Grace maakt deel uit van het Grain Freight Rail Network van Arc Infrastructure. Er rijden geen reizigerstreinen.

## Toerisme
Het toerismekantoor huist in een voormalig spoorweggebouw en biedt onder meer informatie over:
- het Australian Inland Mission Hospital, het ziekenhuis uit 1926, het enige uit die periode nog intacte ziekenhuis
- Pathways to Wave Rock, John Holland Track en de Wheatbelt Science Trail, toeristische autoroutes die door het district lopen
- Lake Grace Story Trail, een wandeling langs het erfgoed van Lake Grace
- de zoutmeren en bijhorende natuurreservaten rondom Lake Grace

## Klimaat
Lake Grace kent een koud steppeklimaat, BSk volgens de klimaatclassificatie van Köppen. De gemiddelde jaarlijkse temperatuur bedraagt er 16,5 °C. De gemiddelde jaarlijkse neerslag ligt rond 348 mm.

## Galerij

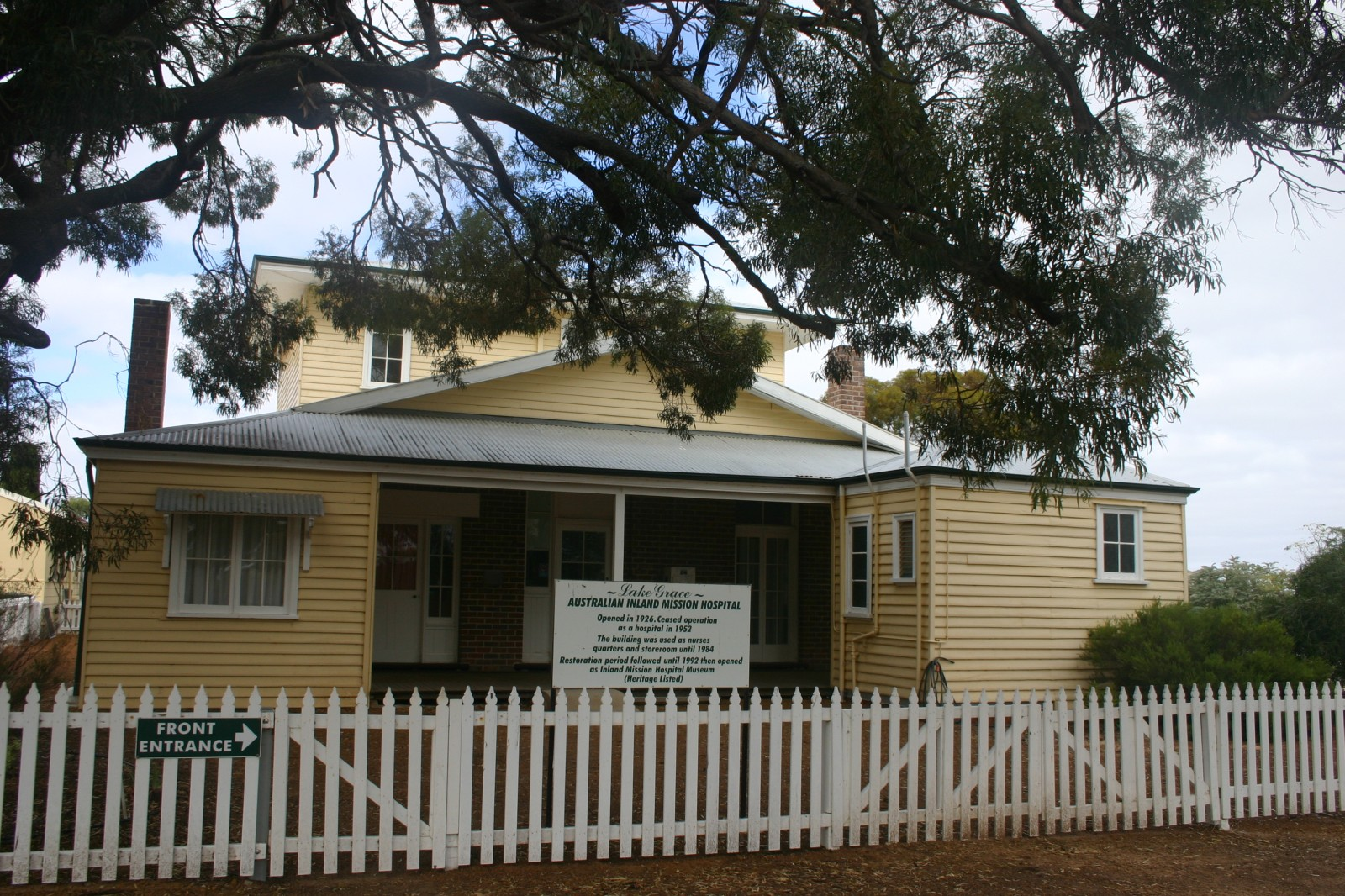
ziekenhuismuseum
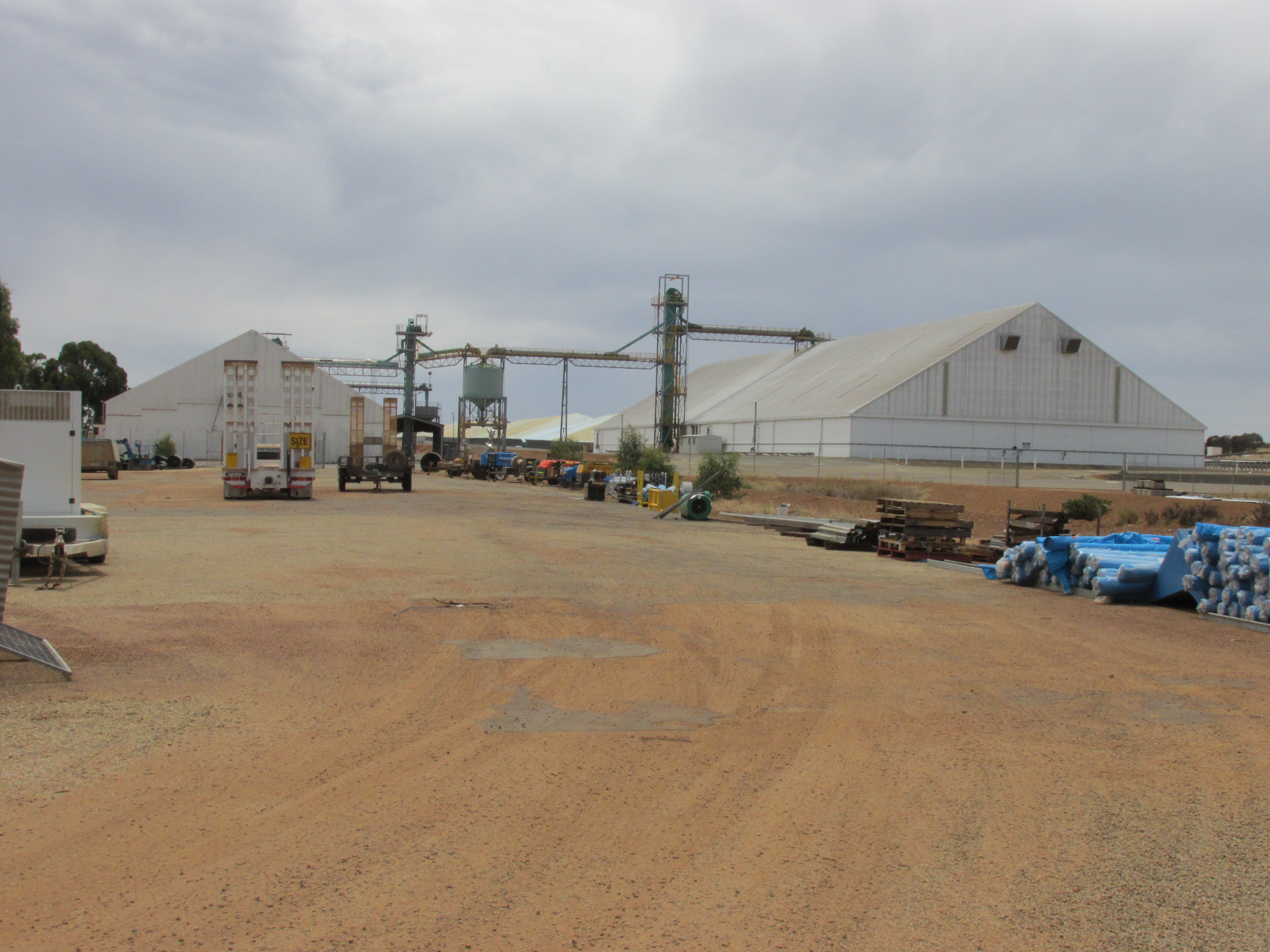
graanoverslag CBH Group
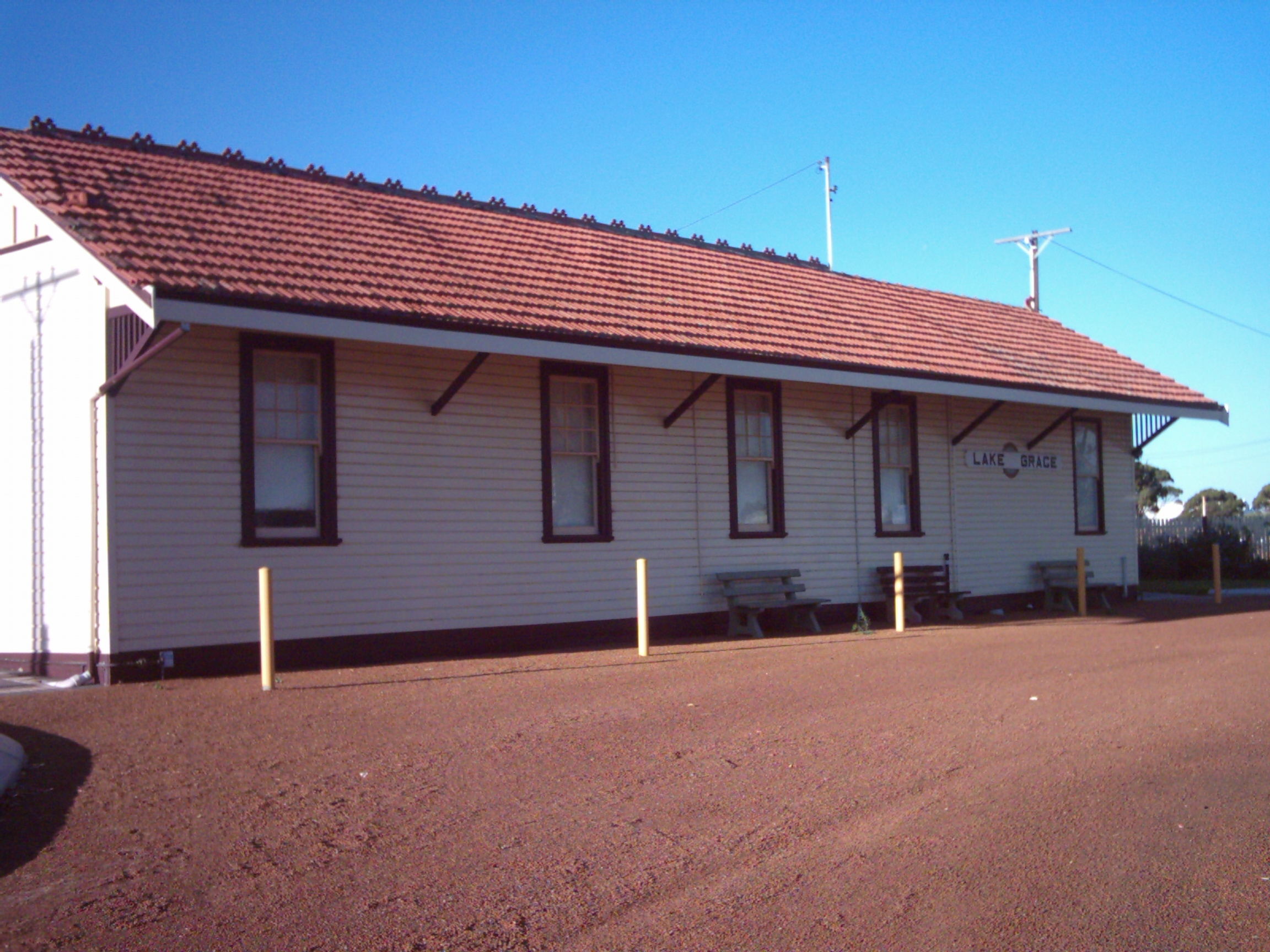
voormalig spoorwegstation
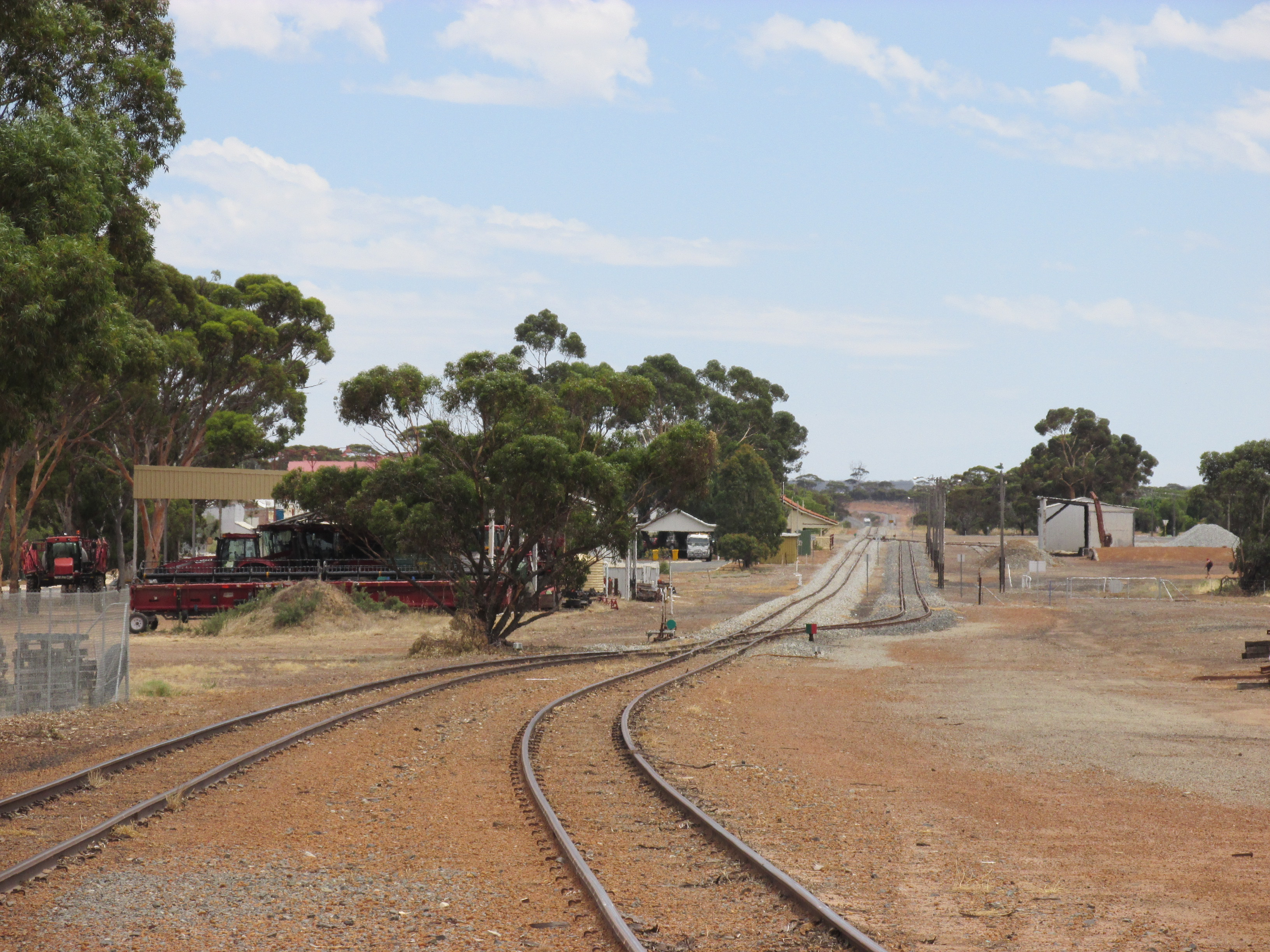
spoorweg
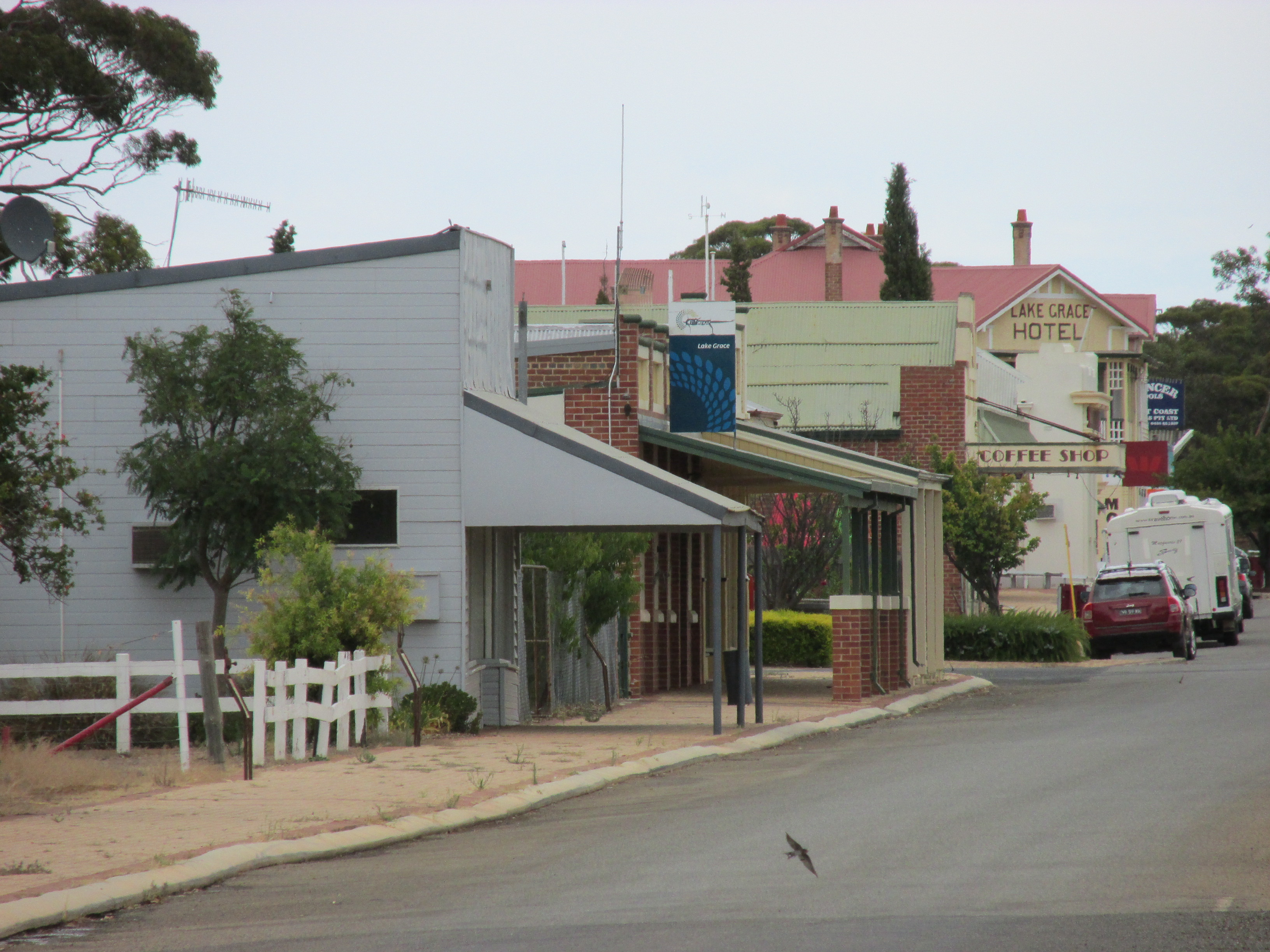
centrum

Aldersyde · Amery · Ardath · Arthur River · Baandee · Babakin · Badgingarra · Badjaling · Bailup · Bakers Hill · Balkuling · Ballaying · Ballidu · Beacon · Beenong · Beermullah · Bejoording · Belka · Bencubbin · Bendering · Benjaberring · Beverley · Bilbarin · Bindi Bindi · Bindoon · Bodallin · Bolgart · Bonnie Rock · Boolading · Booraan · Brookton · Bruce Rock · Bullaring · Bullfinch · Bulyee · Bungulla · Buntine · Burakin · Burracoppin · Cadoux · Calingiri · Campion · Caraban · Carrabin · Cataby · Cervantes · Chandler · Chittering · Clackline · Cold Harbour · Congelin · Coomberdale · Copley · Corrigin · Cowcowing · Crossman · Cuballing · Culbin · Cunderdin · Dalwallinu · Dandaragan · Dangin · Darkan · Dattening · Dongolocking · Doodlakine · Dowerin · Dudinin · Dumbleyung · Duranillin · Dwarda · Ejanding · Elabbin · Erikin · Gabbin · Gingin · Goomalling ·  Grass Valley · Greenhills · Guilderton · Gwambygine · Harrismith · Highbury · Hines Hill · Holt Rock · Hyden · Jelcobine · Jennacubbine · Jennapullin · Jitarning · Jurien Bay · Kalannie · Karlgarin · Kellerberrin · Kondinin · Kondut · Koojan · Koolyanobbing · Koorda · Korbel · Korrelocking · Kukerin · Kulin · Kulja · Kulyaling · Kunjin · Kununoppin · Kweda · Kwelkan · Kwolyin · Lancelin · Lake Brown · Lake Grace · Lake King · Ledge Point · Manmanning · Marvel Loch · Meckering · Meenaar · Merredin · Miling · Minnivale · Mogumber · Mokine · Moodiarrup · Mooliabeenee · Moora · Moorine Rock · Moorumbine · Moulyinning · Mount Hardey · Mount Kokeby · Mount Walker · Muchea · Mukinbudin · Muntadgin · Nalya · Nangeenan · Narembeen · Narrogin · New Norcia · Newdegate · Nilgen · Nokaning · North Bannister · Northam · Nukarni · Nungarin · Pantapin · Piawaning · Piesseville · Pingaring · Pingelly · Pithara · Popanyinning · Quairading · Quindanning · Regans Ford · Seabird · Shackleton · Southern Cross · Spencers Brook · Tammin · Tincurrin · Toodyay · Trayning · Varley · Wagin · Walebing · Walgoolan · Wandering · Wannamal · Watheroo · Welbungin · West Dale · West Toodyay · Westonia · Wialki · Wickepin · Wilbinga · Williams · Wongan Hills · Woodridge · Wubin · Wundowie · Wyalkatchem · Yealering · Yelbeni · Yellowdine · Yilliminning · Yerecoin · York · Yorkrakine · Yornaning · Yoting · Youndegin